# The First Step
The First Step (tạm dịch: Bước đầu tiên hay Bước chân đầu tiên) là album đầu tay của nữ ca sĩ, diễn viên người Việt Nam Đông Nhi, được phát hành vào tháng 9 năm 2010.

## Sản xuất

### Tiền đề
Năm 2007, Đông Nhi tham gia mùa đầu tiên của chương trình Vietnam Idol với tên thật là Mai Hồng Ngọc nhưng bị loại vì không tạo được ấn tượng với ban giám khảo. Năm 2008, Đông Nhi trình diễn ca khúc có tựa đề "Khóc" do chính cô sáng tác và trở thành hiện tượng của giới trẻ, sau thành công này cô dự định cho ra album đầu tay nhưng kế hoạch bị trì hoạn nên cô tạo bước đệm với 3 MV "Lời thú tội ngọt ngào", "Bối rối" and "30 ngày yêu". Các ca khúc này sau đó được đưa và album The First Step.

### Sản xuất
Cuối năm 2008, Đông Nhi dự định cho ra album đầu tay với tựa đề Khóc - tên ca khúc giúp cô thành công năm 2008 - do Tinu Production sản xuất; quản lí của cô là nhạc sĩ Đằng Phương phụ trách phần hòa âm. Album sẽ gồm 8 ca khúc, trong đó có 7 ca khúc do cô sáng tác và 1 ca khúc phong cách R&B do người bạn là ca sĩ Hoàng Tôn sáng tác. "Khóc" còn đính kèm DVD 2 MV, trong đó có 1 MV do We-productions sản xuất, Quang Huy đạo diễn với diễn xuất của Saetti Baggio, người từng đóng chung phim Giải cứu thần chết.
Album Khóc sau đó được đổi tên thành The First Step và dự định phát hành vào tháng 4 năm 2009 nhưng bị trì hoãn. The First Step được quay bổ sung thêm 1 MV đồng thời diễn viên Baggio được thay thế bởi nam ca sĩ Ông Cao Thắng - người sau này là chồng của Đông Nhi - trong cả 3 MV Ác mộng của những giấc mơ, Gương và Tìm anh. Các MV tặng kèm này do Trần Việt Anh đạo diễn.
Cuối năm 2009, Đông Nhi bất ngờ thông báo tạm dừng hoạt động nghệ thuật vì lí do sức khỏe.

## Phát hành
The First Step được ra mắt vào ngày 17 tháng 9 năm 2010 - sau 2 năm trì hoãn. Album chính có 10 ca khúc, ngoài phong cách pop và R&B ban đầu, một số ca khúc còn thay đổi với phong cách pop-rock và pop-dance.
Với tư cách là khách mời trong chuyên mục Album đầu tay liveshow tháng 9 của Album vàng 2010, tại đây Đông Nhi dã giới thiệu The First Step tới khán giả. Trong liveshow, cô đã trình diễn trên sân khấu hai ca khúc trong album này là "Tìm anh" và "30 ngày yêu", tuy nhiên, giọng hát của cô bộc lộ sai sót nên không được đánh giá cao.

### Danh sách ca khúc
Tất cả các ca khúc được viết bởi Đông Nhi.
| bản CD | bản CD                         | bản CD  | bản CD     |
| STT    | Nhan đề                        | Ghi chú | Thời lượng |
| ------ | ------------------------------ | ------- | ---------- |
| 1.     | "Khóc"                         |         |            |
| 2.     | "Lời thú tội ngọt ngào"        |         |            |
| 3.     | "Bối rối"                      |         |            |
| 4.     | "Ngọt ngào"                    |         |            |
| 5.     | "30 ngày yêu"                  |         |            |
| 6.     | "Ác mộng của những giấc mơ"    |         |            |
| 7.     | "Gương"                        |         |            |
| 8.     | "Tim anh"                      |         |            |
| 9.     | "Lạnh lùng"                    |         |            |
| 10.    | "Khi mưa"                      |         |            |
| 11.    | "Nếu"                          | Bonus   |            |
| 12.    | "Nghi ngờ"                     | Bonus   |            |
| 13.    | "Chấp cánh"                    | Bonus   |            |
| 14.    | "Đừng ngồi yên trong bóng đêm" | Bonus   |            |
| 15.    | "Chàng Baby Milo"              | Bonus   |            |
| 16.    | "Nụ trong mơ"                  | Bonus   |            |

Bản DVD: Ác mộng của những giấc mơ, Gương và Tìm anh.

## Đón nhận

### Đánh giá
Cây viết Đăng Huỳnh của báo Cần Thơ nhận xét một số ca khúc trong album như  "Baby Milo", "Lạnh lùng", "Bối rối" có tiết tấu ngang ngang, ca từ vô nghĩa, "tây-ta hỗn độn", cũng như nhiều sáng tác của các ca sĩ trong năm, họ đều bộc lộ kỹ năng sử dụng tiếng Viêt yếu kém, "bí từ ngữ" và lấp liếm bằng những đoạn ngân và âm thanh đệm.
Nhà báo Khánh Nguyễn của báo điện tử VTC News cho rằng các ca khúc trong album còn ảnh hưởng nhiều từ phong cách nhạc Trung Quốc và Hàn Quốc.
Sau khi phát hànhThe First Step và được đón nhận, Đông Nhi tiếp tục cho ra single "Lạnh lùng" vào tháng 11 năm 2010 với diễn xuất của Ông Cao Thắng.

### Giải thưởng
Nhận được 57,42% lượng bình chọn từ khán giả, The First Step đã giành được giải Album được yêu thích (tháng 12) và vào Top album của năm.
| Năm  | Giải thưởng        | Hạng mục                      | Đề cử               | Kết quả   | Chú thích     |
| ---- | ------------------ | ----------------------------- | ------------------- | --------- | ------------- |
| 2010 | Album vàng 2010    | Album được yêu thích tháng 12 | The First Step      | Đoạt giải | [ 1 ] [ 18 ]  |
| 2011 | Album vàng 2010    | Top Album của năm             | The First Step      | Đoạt giải | [ 19 ] [ 17 ] |
| 2011 | Zing Music Awards  | Top 10 album của năm          | The First Step      | Đoạt giải | [ 20 ]        |
| 2011 | Giải Mai Vàng 2010 | Nữ ca sĩ nhạc nhẹ của năm     | Ca khúc "Ngọt ngào" | Đề cử     | [ 21 ]        |